# Giuseppe Buttazzo
Giuseppe Buttazzo (né en 1954) est un mathématicien italien spécialisé en analyse. Il est professeur à l'université de Pise.

## Formation et carrière
Buttazzo est né le 22 mai 1954 à Castri di Lecce. Il étudie à l'Université de Pise avec le diplôme Laurea en 1977 (cum laude) et à l'École normale supérieure de Pise avec le diplôme la même année sous la direction d'Ennio De Giorgi (avec une thèse intitulée Si un tipo di convergenza variazione ). En tant qu'étudiant postdoctoral, il travaille à l'Ecole normale supérieure de Saint-Cloud. À partir de 1981, il est membre permanent de l'École Normale Supérieure et à partir de 1987, après avoir remporté un concours national, il est professeur d'analyse à l'Université de Ferrare. Il est professeur à l'Université de Pise depuis 1990.
Il s'occupe du calcul des variations, notamment de la convergence gamma (de), de la théorie du transport optimal et du contrôle optimal et des formes optimales, par exemple en ce qui concerne la résistance de l'air.
En 2011, il reçoit le prix Luigi Amerio de l'Istituto Lombardo,.

## Publications
- Semicontinuity, Relaxation and Integral Representation in the Calculus of Variations, Pitman Research Notes 207, 1989
- avec E. Acerbi : Primo Corso di Analisi Matematica, Bologne : Pitagora 1997
- avec Mariano Giaquinta, Stefan Hildebrandt (de) : One-dimensional Calculus of Variations: an Introduction, Oxford University Press 1998
- avec V. Colla : Temi d'Esame di Analisi Matematica, 2 volumes, Bologne : Pitagora 2000, 2001
- avec D. Bucur : Variational Methods in Shape Optimization Problems, Birkhäuser 2005
- avec H. Attouch, G. Michaille : Variational Analysis in Sobolev and BV Spaces: Applications to PDEs and Optimization', SIAM, Philadelphie 2006
- avec A. Pratelli, S. Solimini, E. Stepanov : Optimal urban networks via mass transportation, Lecture Notes in Mathematics 1961, Springer-Verlag, 2009